# Goggenbach
Goggenbach ist ein Ortsteil und ein Dorf der Gemeinde Kupferzell im Hohenlohekreis im nordöstlichen Baden-Württemberg.

## Lage
Das Dorf Goggenbach, der einzige Siedlungsplatz in der Gemarkung, liegt etwa dreieinhalb Kilometer südöstlich der Dorfmitte von Kupferzell und etwas über einen Kilometer nordwestlich von Eschental auf Höhen um 376 m ü. NHN auf der sogenannten Kupferzeller Ebene, einem Teilnaturraum der Hohenloher und Haller Ebene. Der Ort liegt wenig diesseits der Wasserscheide zwischen der Kupfer im Westen und dem Eschentaler Bach im Osten. Ein Goggenbach entsteht im Ortsbereich und läuft zur Kupfer, ein kürzerer Goggenbach, der nordöstlich des Ortes in der Gemarkung entspringt, entwässert in den Eschentaler Bach.

## Geschichte

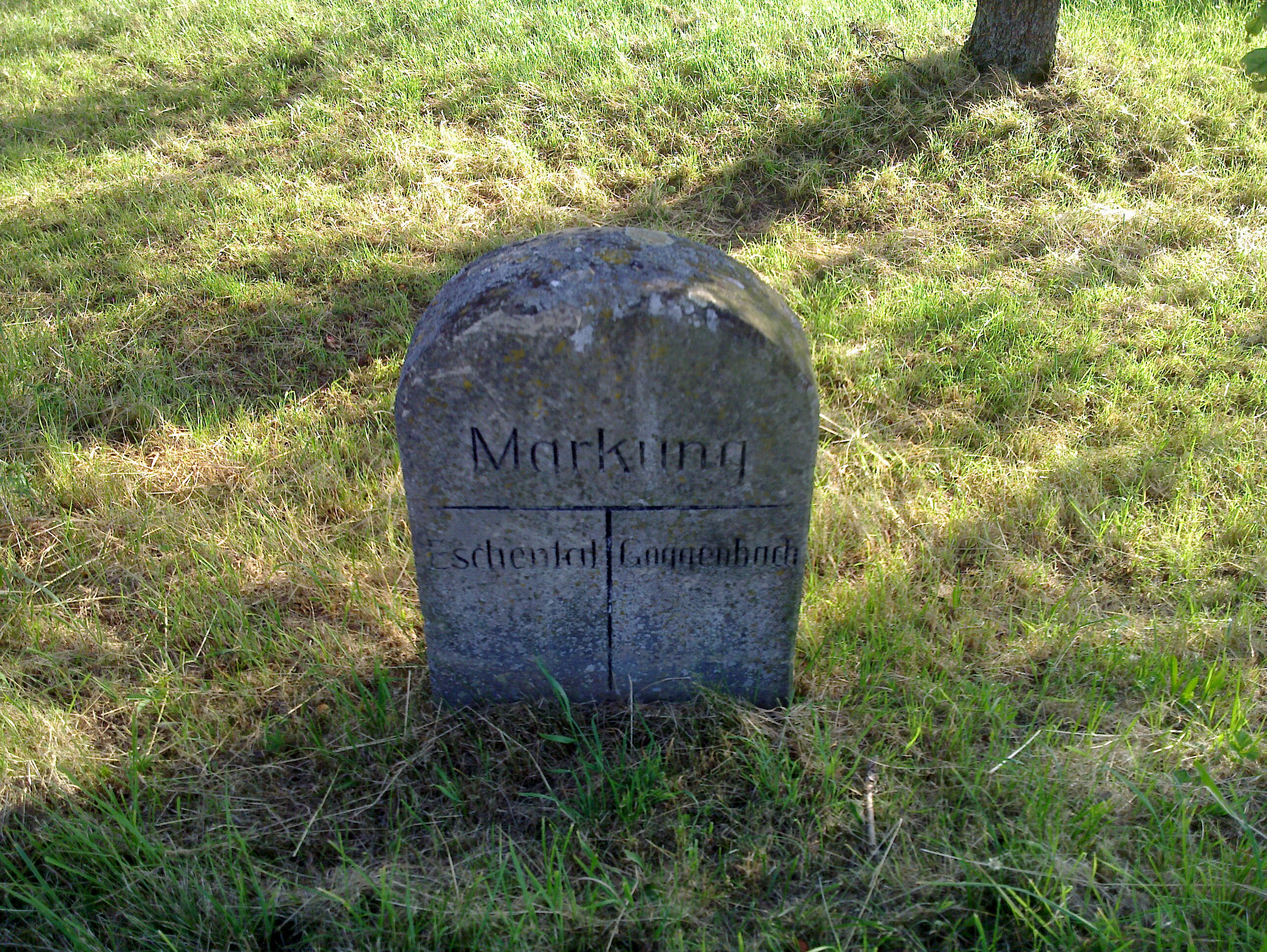
Grenzstein an der Gemarkungsgrenze zwischen Eschental und Goggenbach

Erstmals 1345 wurde der Ort urkundlich erwähnt. Belegte Angaben sowie archäologische Funde über die Besiedlung des Goggenbachtales existieren nicht. Im 14. Jahrhundert teilten sich das Haus Hohenlohe und die Herren von Bachenstein, welche Lehensleute derer von Hohenlohe waren, die Grund- und Gerichtsherrschaft über Goggenbach. Bis 1488 verkauften die Angehörigen derer von Bachenstein ihre Güter und Rechte an Hohenlohe. 1553 fiel der Ort an Hohenlohe-Neuenstein und nach weiteren Erbteilungen letztlich an die Nebenlinie Hohenlohe-Kirchberg. 1806 übernahm nach der Mediatisierung das Königreich Württemberg das Dorf (zugehörig zum Patrimonialamt Kupferzell). 1809 kam Goggenbach zum Schultheißenamt Kupferzell, zugehörig zum Oberamt Öhringen. Zum Schultheißenamt Westernach gehörte der Ort ab 1813. Im Jahre 1823 schlossen sich Goggenbach, Eschental und Einweiler zu einer Gemeinde zusammen, die Auflösung erfolgte 1826. Die nunmehr selbstständige Gemeinde Goggenbach kam 1938 an den Landkreis Hall.
Im Rahmen der Gebietsreform schloss sich die Gemeinde Goggenbach am 1. Januar 1972 mit den Gemeinden Eschental, Feßbach, Kupferzell, Mangoldsall und Westernach zur neuen Gemeinde Kupferzell zusammen und wechselte somit in den Landkreis Öhringen, der mit der Kreisreform 1973 in den Hohenlohekreis überging.

## Verkehr
Von Goggenbach aus ist über die Straße die weniger als fünf Kilometer entfernte Anschlussstelle Kupferzell die BAB 6 erreichbar, näher liegt im Westen die B 19. Der Weg zum nächsten Bahnhof in Waldenburg an der Hohenlohebahn ist knapp acht Kilometer lang.
Im Ort gibt es eine Haltestelle des Unternehmens NVH, das den Nahverkehr besorgt.

## Wappen
Die Gemeinde Goggenbach besaß bis 1969 kein Wappen oder Siegel. Das heutige Wappen wurde von Gerhard Binder entworfen und am 24. März 1969 von der Archivdirektion Stuttgart genehmigt. Es zeigt drei goldene Ähren auf rotem Grund. Dies soll die landwirtschaftliche Tradition der Gemeinde darstellen.